# Hulste

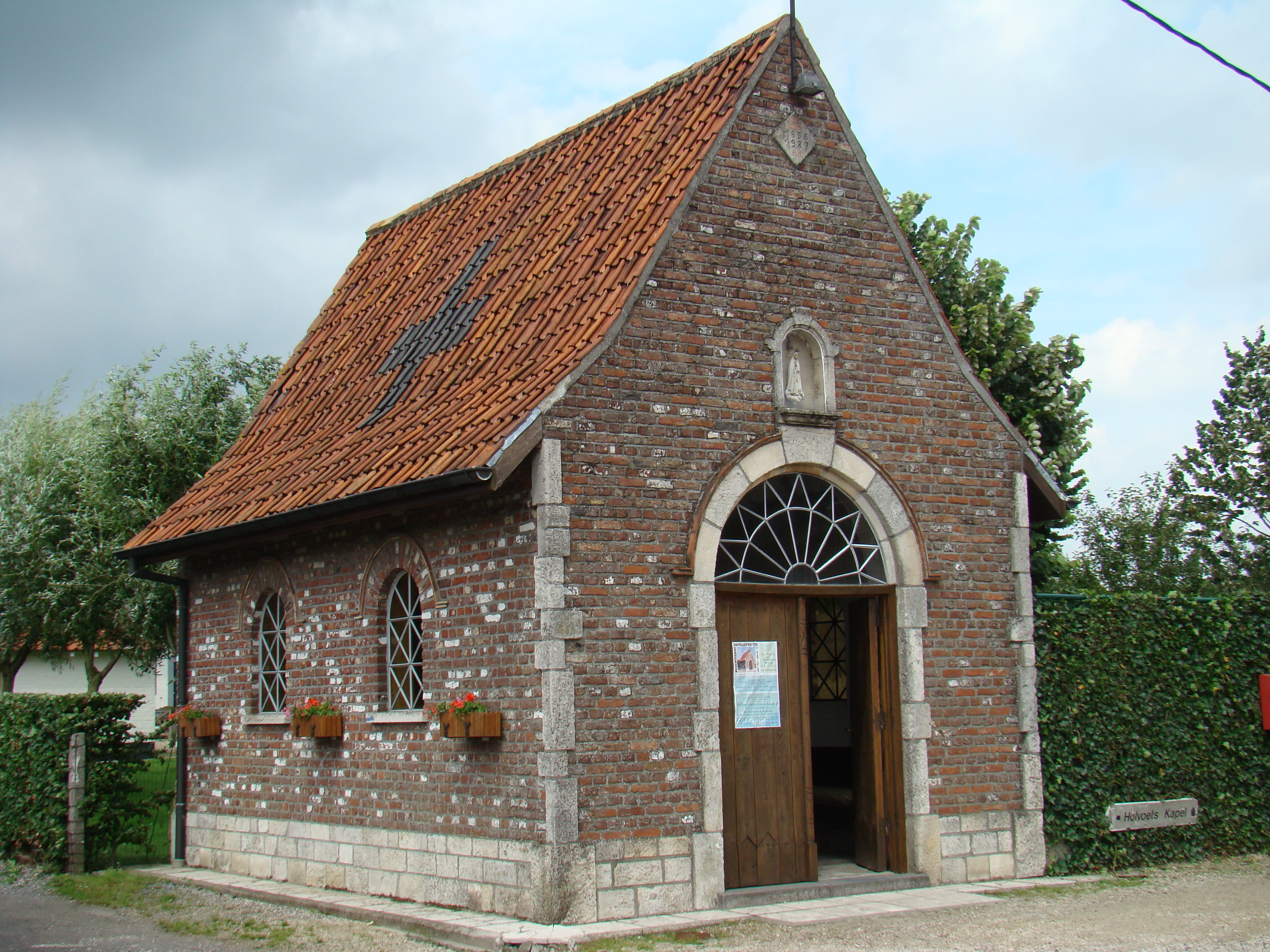
Holvoet's kapel

Hulste is een dorp in de Belgische provincie West-Vlaanderen en een deelgemeente van de stad Harelbeke, het was een zelfstandige gemeente tot aan de gemeentelijke herindeling van 1977. De deelgemeente heeft een oppervlakte van 7,93 km² en de hoogte varieert tussen 14 en 38 meter boven zeeniveau.

## Geschiedenis
Tot nog toe (2020) is betrekkelijk weinig archeologisch onderzoek uitgevoerd. Enkele vuurstenen gereedschappen en enkele Romeinse brandgraven werden aangetroffen.
Op het gebied waar Hulste tegenwoordig ligt stond ooit het Medelewoud. Dit zou in de 10e eeuw geschonken zijn aan de Sint-Pietersabdij te Gent. De monniken van deze abdij hebben het ontgonnen, waarbij een aantal omgrachte hoeven werden gesticht. De kerk van Hulste zou in 1063 zijn gesticht of iets later. Het was een romaanse kruiskerk met vieringtoren die zou zijn gebouwd in opdracht van graaf Robrecht I de Fries. In 1063 werd het patronaatsrecht verworven door het Kapittel van Harelbeke.
In 1435 zou het Kasteel van Schiervelde zijn gebouwd, dat iets voor 1857 werd afgebroken.
In de 15e eeuw stond op het hoogste punt van Hulste, de Wallegemmolen, de oudste van drie molens die Hulste ooit had (naast de Muizelmolen en de Jonckheerensmolen). 
Einde 16e eeuw had Hulste te lijden van beeldenstormers en ook woedde van 1579-1584 de pest.
In 1618 werd de dorpsheerlijkheid Hulste gekocht door Willem van der Gracht die onder meer ook Schiervelde bezat. Door huwelijk kwam het aan de familie de Thiennes en omstreeks 1714 aan de familie le Sage d'Hauteroche, welke de heerlijkheid tot aan de Franse revolutie in bezit had.
In 1893 kwamen de Zusters van Liefde van Heule naar Hulste en in 1898 lieten zij een klooster bouwen. Ze gaven onderwijs aan meisjes. De Zusters van de Heilige Familie uit Kortrijk namen vanaf 1900 de bejaardenzorg op zich.
De Duitse bezetting begon op 18 oktober 1914 en op 15 oktober 1918 trokken ze zich terug achter de Leie, maar van 16-18 oktober bestookten ze het dorp.
Ondertussen was de vlasindustrie een belangrijke bedrijfstak geworden, waarbij vooral het roten en zwingelen op industriële wijze werd bedreven. Ook werd een weverij opgericht. Omstreeks 1950 raakte de vlasnijverheid in verval. Het bedrijf Masureel International NV, voortgekomen uit de vroegere weverij, werd een grote fabriek van woningtextiel, en in 1974 en 1988 werden grote gebouwen voor dit bedrijf opgericht.

## Demografische ontwikkeling
- Bronnen:NIS, Opm:1831 tot en met 1970=volkstellingen; 1976 = inwoneraantal op 31 december

## Bezienswaardigheden
- De Muizelmolen, een stenen stellingmolen (1799-1840).
- De Sint-Pieterskerk in neogotische stijl werd rond 1906 herbouwd naar de plannen van architect Carette uit Kortrijk. Het orgel is een barokorgel gebouwd in 1736 door Corneille Cacheux (1687-1738). Het werd in 2006 volledig gerestaureerd.
- Diverse hoeves, zoals 't Kasteelhof en de Vrijlegemhoeve, bepalen het eertijds zeer landelijke karakter van Hulste.
- Het Nationaal Museum voor de Vinkensport, opgericht in 1984.
- Holvoet's kapel uit 1856.

## Natuur en landschap
Hulste ligt in Zandlemig Vlaanderen op een hoogte van 15-35 meter. En vele beken zoals de Hazebeek verlopen in zuidoostelijke richting naar de Leie, waar ze in uitmonden.

## Politiek
Hulste had een eigen gemeentebestuur en burgemeester tot de gemeentelijke fusie van 1977. Burgemeesters waren:
- 1947-1959 : Michel Bruneel
- 1960-1976 : Felix-Cyriel Wanzeele

## Sport
Voetbalclub Hulste Sportief is aangesloten bij de KBVB en speelt er in de provinciale reeksen.

## Bekende Hulstenaren
- Wielrenner Yves Lampaert woont in Hulste.
- Tennisser Xavier Malisse groeide op in Hulste.[1]
- Voetbaltrainer Francky Dury woont in Hulste.

## Nabijgelegen kernen
Bavikhove, Kuurne, Sente, Ooigem, Lendelede